# Gran Morelos
Gran Morelos è un comune del Messico, situato nello stato di Chihuahua, il cui capoluogo è la località di San Nicolás de Carretas.